# Castelo Branco (gemeente)
Castelo Branco (IPA: [kɐʃˈtɛlu ˈβɾɐ̃ku]) is een gemeente (Portugees: município of concelho) in het het gelijknamige  district in Portugal.
De gemeente heeft een totale oppervlakte van 1439 km² en telde 55.708 inwoners in 2001. Castelo Branco ligt in een dunbevolkt landelijk gebied.

## Bestuurlijke indeling van Castelo Branco
Castelo Branco omvat de volgende freguesias:
| - Alcains - Almaceda - Benquerenças - Cafede - Castelo Branco (hoofdplaats) - Cebolais de Cima - Escalos de Baixo - Escalos de Cima - Freixial do Campo - Juncal do Campo - Lardosa - Louriçal do Campo | - Lousa - Malpica do Tejo - Mata - Monforte da Beira - Ninho do Açor - Póvoa de Rio de Moinhos - Retaxo - Salgueiro do Campo - Santo André das Tojeiras - São Vicente da Beira - Sarzedas - Sobral do Campo - Tinalhas |